# أيام من حياتي (كتاب)
أيام من حياتي هو كتاب لزينب الغزالي كتبته بعد خروجها من المعتقل، تروي فيه عن تعذيبها أثناء فترة اعتقالها في عهد جمال عبد الناصر. كتاب (أيام من حياتي) يمثل تأريخاً لفترة حكم الرئيس المصري جمال عبد الناصر وخصوصاً الفترة الزمنية ما بين 1964 و1971، فمن الجدير بالذكر أن الكتاب يركز على تعامل عبد الناصر مع أعضاء جماعة الإخوان المسلمين في مصر داخل السجون والمعتقلات المدنية منها والعسكرية. 
من الجانب التأريخي لهذا الكتاب، فقد ورد فيه العديد من أسماء رواد الدعوة الإسلامية في مصر واضطهاد نظام حكم عبد الناصر لهم. وأما من الجانب الأيديولوجي، فقد كانت الكاتبة حاضرةً كل الحضور في عرضها لموضوع كتابها، هذا لأنها تكتب سيرة حياتها. تم نشر الكتاب عن طريق دار التوزيع والنشر الإسلامية عام 1999.

## وصلات خارجية
- آراء القراء حول كتاب أيام من حياتي على  موقع أبجد
- رابط الكتاب، الشبكة الدعوية